# روبرت جي. إليوت
روبرت جي. إليوت (بالإنجليزية: Robert G. Elliott)‏ هو منفذ الاعدام أمريكي، ولد في 27 يناير 1874 في مقاطعة مونرو في الولايات المتحدة، وتوفي في 10 أكتوبر 1939.